# Salvatore Borsellino
Salvatore Borsellino (Palermo, 11 aprile 1942) è un attivista italiano, fratello minore del magistrato Paolo Borsellino, assassinato da Cosa Nostra nel 1992.

## Biografia
Figlio del farmacista Diego Borsellino (1910-1962) e di Maria Pia Lepanto (1909-1997), nonché fratello minore del magistrato Paolo Borsellino, è laureato in ingegneria. Dopo la Strage di Via D'Amelio, avvenuta il 19 luglio 1992, in cui il fratello Paolo fu ucciso dalla mafia assieme ai membri della scorta (Agostino Catalano, Vincenzo Fabio Li Muli, Claudio Traina, Eddie Walter Cosina, Emanuela Loi), si è dedicato attivamente alla sensibilizzazione riguardo al contrasto alla criminalità organizzata, il malgoverno e le collusioni tra politica, poteri occulti e mafia, chiamata trattativa Stato-mafia.

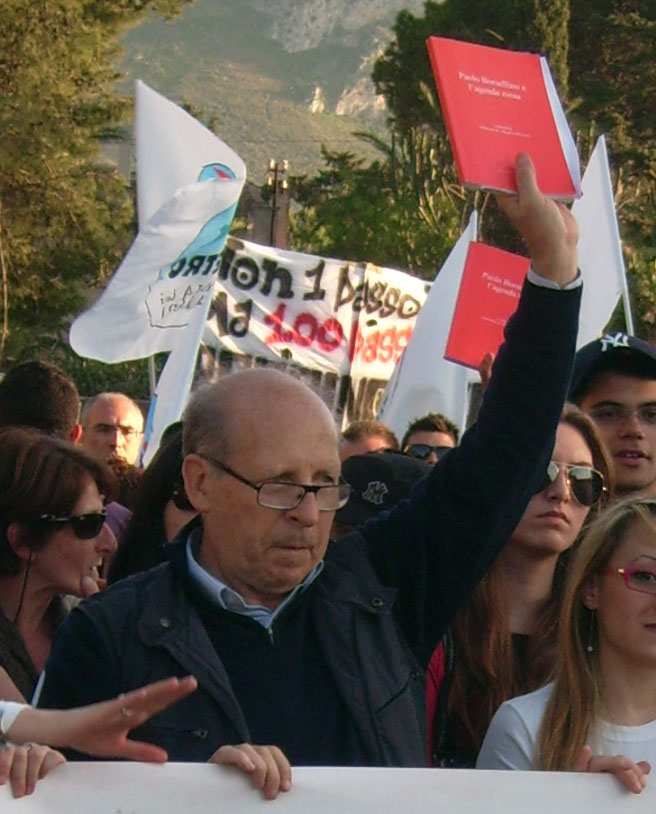
Salvatore Borsellino con l'agenda rossa alla manifestazione in memoria di Peppino Impastato. Cinisi, 9 maggio 2010.

Nel 2009 promuove a Palermo con la redazione del suo sito, in occasione del 17º anniversario della strage di via D'Amelio e in collaborazione con il Comitato Cittadino Antimafia "19 Luglio 2009", la prima Marcia delle Agende Rosse da cui nascerà il "movimento delle Agende Rosse".

## Il movimento delle Agende Rosse
Il nome del movimento fa riferimento all'agenda di Paolo Borsellino, sparita dopo la strage di via D'Amelio. In quell'agenda Borsellino scriveva appunti personali, supposizioni e dichiarazioni di collaboratori di giustizia come Gaspare Mutolo. L'agenda sparì dalla borsa di cuoio del magistrato che era sul sedile posteriore dell'auto su cui viaggiava il giudice Borsellino. Esistono prove fotografiche e video di un carabiniere, Giovanni Arcangioli, con in mano la borsa. Nei confronti del carabiniere fu istruito un processo per favoreggiamento nei confronti di Cosa Nostra e per la sottrazione dell'agenda, ma non si è arrivati alla fase dibattimentale. Il capitano ha fornito versioni diverse in diversi interrogatori: in un primo momento disse di aver dato quella borsa all'ex Magistrato Giuseppe Ayala, poi di aver dato la borsa a un ufficiale di servizio e infine di averla riportata all'interno della vettura ancora in fiamme, dove fu poi ritrovata la borsa. I collaboratori e i familiari di Paolo Borsellino confermano che il Magistrato non si separava mai dall'agenda, soprattutto dopo la morte di Giovanni Falcone. La moglie del Magistrato ha confermato che il 19 luglio 1992 nella borsa era stata messa anche l'agenda rossa.

## Posizioni politiche
Nel dicembre 2012 decide di sostenere il progetto politico di Antonio Ingroia e la sua coalizione Rivoluzione Civile. Il 17 gennaio 2013 annuncia invece la rottura con il Pm palermitano affermando che Ingroia fa politica vecchio stampo.
Salvatore Borsellino ha poi però ribadito il suo appoggio a Ingroia, con un occhio di riguardo al Movimento 5 Stelle, dichiarando che solo Rivoluzione Civile e Movimento 5 Stelle sono per lui gli unici “voti utili”.
Nel 2014 sostiene pubblicamente il Movimento 5 Stelle alle elezioni europee intervenendo anche al comizio di Beppe Grillo a Palermo il 6 maggio.
Il 24 gennaio 2015 interviene sul palco dell'evento organizzato dal Movimento 5 Stelle, la Notte dell'Onestà.
Per le elezioni politiche del 2022 invita a firmare per la lista Unione Popolare guidata da Luigi de Magistris, in modo da permetterle di partecipare alla competizione elettorale. Si esprime inoltre in favore di Piera Aiello, parlamentare uscente da loro candidata per la Camera dei deputati. Dà successivamente il proprio sostegno anche a Roberto Scarpinato, candidato per il Senato della Repubblica con il Movimento 5 Stelle, mantenendo però una posizione critica verso il partito, a causa delle esperienze di governo nell'ultima legislatura.

## Onorificenze

### Cittadinanza onoraria
Il 13 luglio 2012, il Comune di Napoli, per volere del sindaco Luigi de Magistris, gli conferisce la cittadinanza onoraria della città partenopea.